# Haslev Kommune
| Strukturdaten       | Strukturdaten |
| ------------------- | ------------- |
| Sitz der Verwaltung | Haslev        |
| Fläche              | 132,65 km²    |
| Einwohner           | 14.589 (2004) |
| Kommune seit 2007   | Faxe Kommune  |
| Website             | www.haslev.dk |

Haslev Kommune war bis Dezember 2006 eine dänische Kommune im damaligen Vestsjællands Amt im Südosten der dänischen Hauptinsel Seeland. Seit Januar 2007 ist sie zusammen mit  den Kommunen Fakse und Rønnede Teil der neugebildeten Faxe Kommune.

## Entwicklung der Einwohnerzahl
| Jahr             | Einwohner |
| ---------------- | --------- |
| 9. November 1970 | 11.237    |
| 1. Januar 1976   | 12.653    |
| 1. Januar 1981   | 13.201    |
| 1. Januar 1986   | 13.576    |
| 1. Januar 1990   | 13.645    |
| 1. Januar 1996   | 14.020    |
| 1. Januar 2000   | 14.022    |
| 1. Januar 2004   | 14.589    |